# The Sea (Melanie C)
| Recensione          | Giudizio |
| ------------------- | -------- |
| AllMusic            |          |
| Entertainment Focus |          |

The Sea è il quinto album della cantante pop britannica Melanie C, pubblicato il 2 settembre 2011 dalle etichette discografiche Red Girl e Warner.
Il disco, uscito a distanza di quattro anni dal precedente, è stato anticipato dal singolo Rock Me, pubblicato il 24 giugno 2011 solamente in Germania, Austria e Svizzera. Il brano, dalle sonorità pop-rock con influenze elettro-pop è stato scelto come canzone ufficiale del Campionato mondiale femminile di calcio 2011.
Il secondo singolo pubblicato, primo per il resto del mondo, è stato Think About It, brano pop-rock pubblicato in contemporanea all'uscita dell'album.
Per la realizzazione di The Sea  Melanie C ha lavorato con numerosi produttori, tra i quali Cutfather, Jason Gill, Daniel Davidsen, Andy Chatterley e Peter-John Vettese, con l'obiettivo di dare al disco diverse sonorità; il genere dominante è comunque quello del pop-rock, che da anni distingue lo stile della cantante.

## Tracce

### Edizione internazionale
1. The Sea – 4:51 (Melanie Chisholm, Richard Stannard)
2. Weak – 3:24 (Melanie Chisholm, Jez Ashurt, Ina Wroldsen)
3. Think About It – 3:47 (Adam Argyle, Melanie Chisholm, Daniel Davidsen, Jason Gill, Mich Hansen)
4. Beautiful Mind – 3:41 (Melanie Chisholm, Dee Adam, James Earp)
5. One by One – 4:06 (Melanie Chisholm, James Walsh)
6. Stupid Game – 3:20 (Adam Argyle, Martin Brammer, Melanie Chisholm)
7. All About You – 4:01 (Guy Chambers, Lauren Christie, Chuck Harmony)
8. Burn – 4:00 (Adam Argyle, Melanie Chisholm, Daniel Davidsen, Jason Gill, Mich Hansen)
9. Drown – 3:59 (Melanie Chisholm, Adam Argyle, Jodi Marr)
10. Get Out of Here – 4:10 (Melanie Chisholm, Peter-John Vettese)
11. Enemy – 8:12 (Melanie Chisholm, Greg Hatwell)

Tracce bonus nell'edizione di iTunes
1. Let There Be Love – 3:32 (Peter Plate, Ulf Leo Sommer)
2. Stubborn – 3:32 (Peter Plate, Ulf Leo Sommer, Marracash)

### Edizione tedesca
1. Think About It – 3:47 (Adam Argyle, Melanie Chisholm, Daniel Davidsen, Jason Gill, Mich Hansen)
2. Burn – 4:00 (Adam Argyle, Melanie Chisholm, Daniel Davidsen, Jason Gill, Mich Hansen)
3. Get Out of Here – 4:10 (Melanie Chisholm, Peter-John Vettese)
4. Weak – 3:24 (Melanie Chisholm, Jez Ashurt, Ina Wroldsen)
5. Stupid Game – 3:20 (Adam Argyle, Martin Brammer, Melanie Chisholm)
6. Let There Be Love – 3:32 (Peter Plate, Ulf Leo Sommer)
7. Drown – 3:59 (Melanie Chisholm, Adam Argyle, Jodi Marr)
8. All About You – 4:01 (Guy Chambers, Lauren Christie, Chuck Harmony)
9. The Sea – 4:51 (Melanie Chisholm, Richard Stannard)
10. Beautiful Mind – 3:41 (Melanie Chisholm, Dee Adam, James Earp)
11. One by One – 4:06 (Melanie Chisholm, James Walsh)
12. Rock Me – 3:17 (Melanie Chisholm, Dave Roth, David Jost)

Traccia bonus nell'edizione di iTunes
1. Enemy – 8:12 (Melanie Chisholm, Greg Hatwell)

Traccia bonus nell'edizione di Amazon.com
1. Think About It (Acoustic Version - Live at Hitradio Ö3) – 3:23 (Melanie Chisholm, Greg Hatwell)

## Classifiche
| Classifica (2011)         | Posizione massima |
| ------------------------- | ----------------- |
| Austria                   | 38                |
| Germania                  | 16                |
| Regno Unito               | 45                |
| Regno Unito (download)    | 27                |
| Regno Unito (independent) | 6                 |
| Svizzera                  | 13                |